# David Hayes Kincheloe

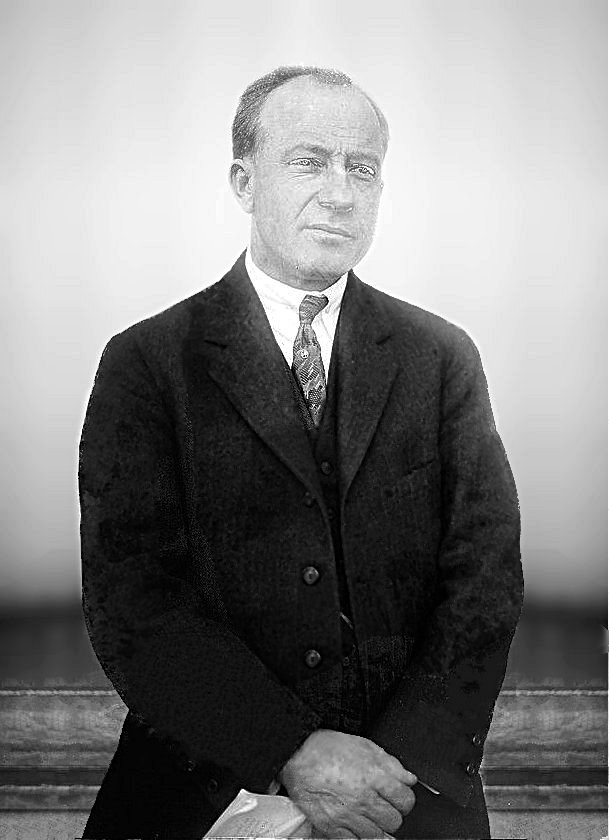
David Hayes Kincheloe

David Hayes Kincheloe (* 9. April 1877 bei Sacramento, McLean County, Kentucky; † 16. April 1950 in Washington, D.C.) war ein US-amerikanischer Jurist und Politiker. Zwischen 1915 und 1930 vertrat er den Bundesstaat Kentucky im US-Repräsentantenhaus.

## Werdegang
David Kincheloe besuchte die öffentlichen Schulen seiner Heimat sowie das Bowling Green Business College. Nach einem anschließenden Jurastudium und seiner 1899 erfolgten Zulassung als Rechtsanwalt begann er in Calhoun in diesem Beruf zu arbeiten. Zwischen 1902 und 1906 war Staatsanwalt im McLean County. Im Jahr 1906 zog er nach Madisonville, wo er als Anwalt praktizierte.
Politisch war Kincheloe Mitglied der Demokratischen Partei. Bei den Kongresswahlen des Jahres 1914 wurde er im zweiten Wahlbezirk von Kentucky in das US-Repräsentantenhaus in Washington gewählt, wo er am 4. März 1915 die Nachfolge von Augustus Owsley Stanley antrat. Nach sieben Wiederwahlen konnte er bis zu seinem Rücktritt am 5. Oktober 1930 im Kongress verbleiben. In diese Zeit fielen der Erste Weltkrieg und der Beginn der Weltwirtschaftskrise. In den Jahren 1918 und 1919 wurden der 18. und der 19. Verfassungszusatz ratifiziert. Dabei ging es um des Verbot des Handels mit alkoholischen Getränken und die bundesweite Einführung des Frauenwahlrechts.
Nachdem Kincheloe im Jahr 1930 zum Bundesrichter am United States Customs Court ernannt worden war, legte er sein Abgeordnetenmandat nieder, das nach einer Nachwahl an John Lloyd Dorsey fiel. Dieses Richteramt bekleidete er bis zum Eintritt in den Ruhestand am 30. April 1948. David Kincheloe starb am 16. April 1950 in der Bundeshauptstadt Washington und wurde in Madisonville beigesetzt.